# Хоум-ран

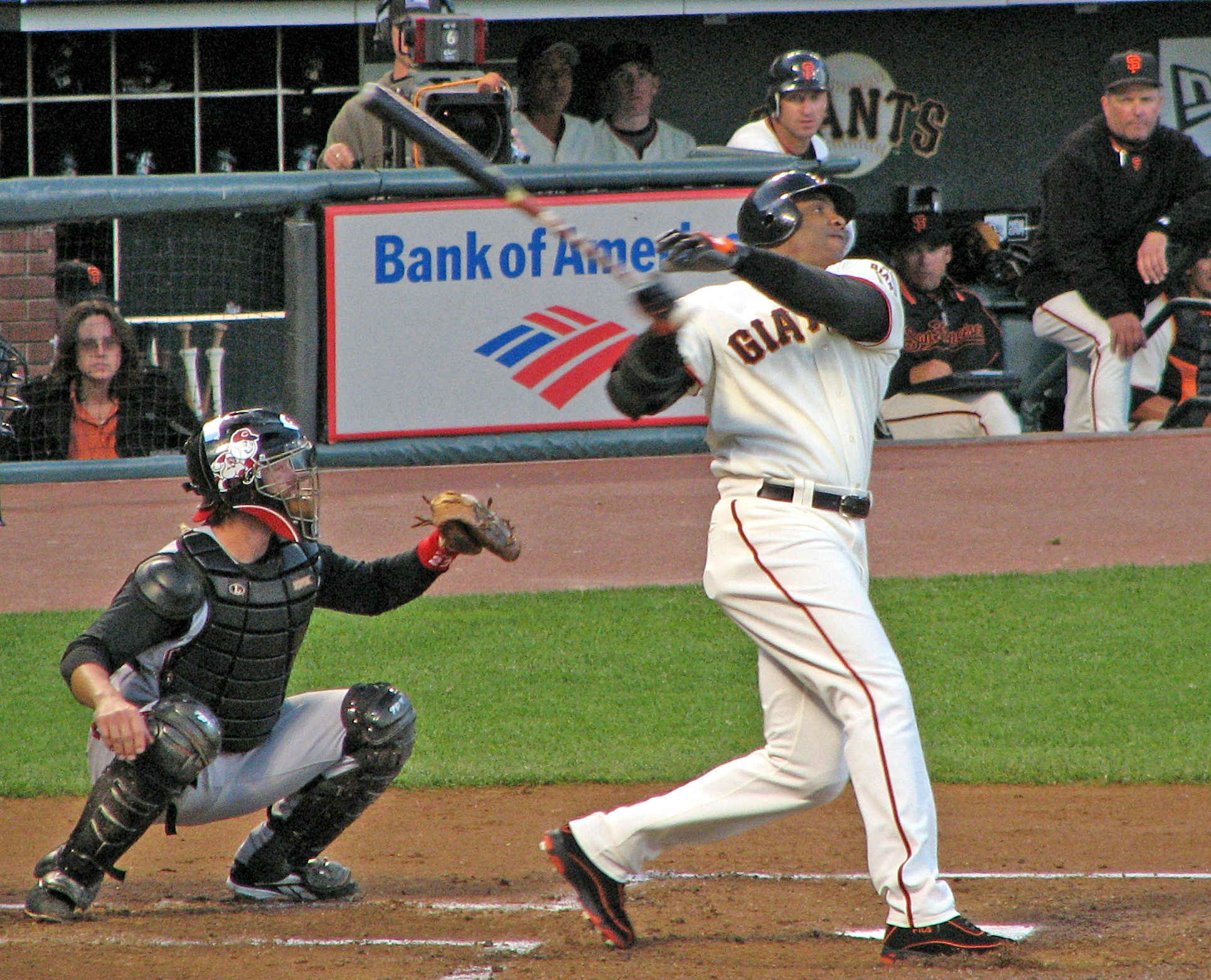
Барри Бондс (справа) держит рекорд по количеству хоумранов за сезон и за карьеру в Главной лиге бейсбола

Хоум-ран (англ. Home run) — разновидность игровой ситуации в бейсболе, представляющая собой хит, во время которого отбивающий и бегущие, находящиеся на базах, успевают совершить полный круг по базам и попасть в дом (то есть совершить пробежку), при этом не имеется ошибок со стороны защищающейся команды. В современном бейсболе хоум-ран обычно достигается сильным и точным ударом отбивающего, в результате которого мяч, не попадая в фол-зону, покидает границы аутфилда без касания земли — так называемый автоматический хоум-ран. Также хоум-ран может произойти, если мяч остается в пределах инфилда (внутренний хоум-ран, англ. Inside-the-park home run), хотя он встречается крайне редко. Если хоум-ран  происходит, когда все базы закрыты, то это называется гранд-слэм (англ. grand slam).
В случае хоум-рана беттер набирает RBI, превышающий на 1 количество раннеров, находившихся в это время базах. Такое же количество очков записывается в актив атакующей команде.
Хоум-раны являются одними из самых популярных моментов в бейсболе, считаются одними из самых зрелищных среди любителей бейсбола, и, следовательно, неплохо оплачиваются. В Америке даже появилась пословица: «Выбивающие хоум-ран водят Cadillac, а выбивающие сингл — Ford» (англ. Home run hitters drive Cadillacs, and singles hitters drive Ford).
В США хоум-ран ещё называют ди́нгер (англ. dinger) либо джек (англ. jack).